# Chambre arbitrale du sport
Pour les articles homonymes, voir CAS.
La chambre arbitrale du sport (CAS) est un organisme dépendant du Comité national olympique et sportif français (CNOSF) dont le but est de résoudre l’intégralité des litiges présents dans le monde du sport en matière de droit privé. Cet organisme prend ses fonctions en février 2008.
Un de ses objectifs est de répondre rapidement aux demandes afin d’éviter de passer devant les juridictions de droit commun et surtout d’éviter leur temps de traitement judiciaire très souvent incompatible avec le calendrier serré du monde du sport

## Application
La CAS rend des arbitrages en matière de droit privé sur les thèmes du sponsoring, des retransmissions télévisuelles, des relations entre les agents sportifs, les sportifs et les clubs, et des questions relatives aux transferts de sportifs.

## Fonctionnement
Pour la CAS puisse agir, il faut comme préalable obligatoire un consentement mutuel des deux parties. À terme devrait être introduite dans tous les contrats une clause dite compromissoire qui obligerait les signataires à recourir de façon obligatoire à l’arbitrage.
La Chambre arbitrale du sport se compose d’arbitres désignés pas le CNOSF. Ils sont choisis parmi une liste préétablie et composée de juges administratifs, de professeurs de droit, d’avocats, etc.). Ils siègent à 1 ou 3 par affaire en fonction de la volonté des parties en présence.
Le recours à la CAS est payant et à la charge des parties demandant d’arbitrage. Le coût est d’environ 150 euros par heure et par arbitre.

## Décisions
Les décisions rendues par la CAS ont valeur de décision de justice, l'activité d'une chambre arbitrale étant définie par le Code de procédure civile.
Les débats et les pièces apportées au dossier sont tenus secrets car les arbitres sont tenus par une clause de confidentialité.